# Patientenfürsprecher
Ein Patientenfürsprecher ist ein unabhängiger und meist ehrenamtlich tätiger Ansprechpartner für die Patienten eines Krankenhauses.

## Aufgaben
Ein Patientenfürsprecher ist Interessenvertreter von Patienten. Er nimmt Wünsche, Kritik oder Lob entgegen und versucht ggf. bei den zuständigen Stellen des Krankenhauses zu vermitteln.
Ein Patientenfürsprecher ist weisungsunabhängig und kein Mitarbeiter des Krankenhauses. Er unterliegt der Schweigepflicht und darf anvertraute Informationen nur mit Einverständnis der Patienten weitergeben.

## Gesetzesgrundlage
In den meisten Bundesländern ist seine Berufung im Krankenhausgesetz geregelt. Seine Aufgabe soll sein, „die Anliegen der Patienten in unbürokratischer Art und Weise vor Ort zu klären und somit zum Wohle des Patienten Mängel zu beseitigen“. In Nordrhein-Westfalen, Niedersachsen, Hessen, dem Saarland und Berlin ist jedes Krankenhaus zu einem unabhängigen Patientenfürsprecher verpflichtet.

## Erreichbarkeit und Kostenfreiheit
Meist bietet ein Patientenfürsprecher Sprechstunden in der Klinik selbst oder in der näheren Umgebung an. Falls ein Patient nicht in der Lage ist, sich persönlich an den Patientenfürsprecher zu wenden, kann er dies über einen Vertrauten tun. Bei bettlägerigen Patienten sind auch „Krankenbesuche“ vor Ort möglich. Oft behindert fehlende Kenntnis über die Existenz einer derartigen Anlaufstelle eine Kontaktaufnahme.
Die Patientenfürsprecher sind ehrenamtlich tätig, sie können eine Entschädigung vom Krankenhaus erhalten. Für die Patienten ist die Inanspruchnahme kostenlos.

## Geschichtliche Entwicklung
Patienten fühlen sich in der Institution Krankenhaus leicht verloren und ausgeliefert. Bei entstehenden Spannungen bewährte sich die zusätzliche Einbeziehung einer dritten Person, die schon im Vorwege Missverständnisse ausräumen und zur De-Eskalation beitragen kann. Aus informellen Anfängen entstand so in den 1980er Jahren die Position des Patientenfürsprechers.
Auch aufgrund veränderter gesetzlicher Vorgaben folgten weitere Kliniken diesem Beispiel. Inzwischen ist an den rund 2.000 Kliniken in Deutschland ein Patientenfürsprecher keine Seltenheit, alleine in Berlin sind es 76 (Stand 2015).
Der berufliche Hintergrund der Patientenfürsprecher weist nicht zwangsläufig einen vorherigen Bezug zum Krankenhaus auf, neben ehemaligen Ärzten, Grünen Damen und Krankenschwestern engagieren sich auch pensionierte Staatsanwälte oder Pfarrer. Seit 2015 existiert ein Bundesverband (BPiK, Bundesverband der Patientenfürsprecher in Krankenhäusern), in dem bundesweit 130 Patientenfürsprecher organisiert sind.